# Uthukkottai
Uthukkottai là một thị xã của quận Thiruvallur thuộc bang Tamil Nadu, Ấn Độ.

## Nhân khẩu
Theo điều tra dân số năm 2001 của Ấn Độ, Uthukkottai có dân số 10.639 người. Phái nam chiếm 50% tổng số dân và phái nữ chiếm 50%. Uthukkottai có tỷ lệ 68% biết đọc biết viết, cao hơn tỷ lệ trung bình toàn quốc là 59,5%: tỷ lệ cho phái nam là 76%, và tỷ lệ cho phái nữ là 59%. Tại Uthukkottai, 12% dân số nhỏ hơn 6 tuổi.